# Sphagniana monticola
Sphagniana monticola är en insektsart som först beskrevs av Kim, J.I. och T.W. Kim 2001.  Sphagniana monticola ingår i släktet Sphagniana och familjen vårtbitare. Inga underarter finns listade i Catalogue of Life.